# Salsalate
Le salsalate, est une molécule utilisée comme médicament anti-inflammatoire non stéroïdien  de type salicylate et vendu entre autres sous le nom de marque Disalcid.

## Mode d'action
C'est un anti-inflammatoire non stéroïdien  de type salicylate qui bloque à la fois la COX-1 et la COX-2.

## Usage médical
C'est un médicament utilisé pour traiter l'inflammation dans des affections telles que la polyarthrite rhumatoïde. Il se prend par voie orale.

## Effets secondaires
Les effets secondaires du  médicament comprennent des bourdonnements d’oreilles, des nausées et des éruptions cutanées; d'autres effets secondaires peuvent inclure le syndrome de Reye, des saignements d'estomac, des problèmes rénaux, des problèmes hépatiques et une anaphylaxie. L'utilisation en fin de grossesse peut nuire au fœtus.

## Histoire
Le médicament a été introduit dans les années 1960. Il est disponible sous forme de médicament générique. Aux États-Unis, 60 comprimés de 750 mg coûtent environ 25 dollars américains  en 2021.